# Barry Award/Bester Roman
Barry Award: Bester Roman
Gewinner des Barry Awards in der Kategorie Bester Roman (Best Novel), der seit 1997 das beste im Vorjahr in den USA oder Kanada erschienene Werk eines Autors aus dem Krimi- oder Mystery-Genre auszeichnet, das im Hardcover-Format erschienen ist (im Gegensatz zur Kategorie Bester Taschenbuchroman). Seit 2000 ist diese Kategorie US-amerikanischen und kanadischen Autoren vorbehalten, während ihren britischen Kollegen eine eigene Kategorie gewidmet ist. Am erfolgreichsten in dieser Kategorie waren die US-Amerikaner Michael Connelly (1998 und 2003), Dennis Lehane (1999 und 2002) und Laura Lippman (2004 und 2008), die den Preis je zweimal gewinnen konnten.
| Jahr | Preisträger          | Romantitel                | Deutscher Titel                         |
| ---- | -------------------- | ------------------------- | --------------------------------------- |
| 1997 | Peter Lovesey        | Bloodhounds               |                                         |
| 1998 | Michael Connelly     | Trunk Music               | Das Comeback                            |
| 1999 | Reginald Hill        | On Beulah Height          | Das Dorf der verschwundenen Kinder      |
| 1999 | Dennis Lehane        | Gone, Baby Gone           | Kein Kinderspiel                        |
| 2000 | Peter Robinson       | In a dry Season           | In einem heißen Sommer                  |
| 2001 | Nevada Barr          | Deep South                |                                         |
| 2002 | Dennis Lehane        | Mystic River              | Spur der Wölfe / Mystic River           |
| 2003 | Michael Connelly     | City of Bones             | Kein Engel so rein                      |
| 2004 | Laura Lippman        | Every Secret Thing        | Gefährliche Engel                       |
| 2005 | Lee Child            | The Enemy                 | Die Abschussliste                       |
| 2006 | Thomas H. Cook       | Red Leaves                | Das Gift des Zweifels                   |
| 2007 | George Pelecanos     | The Night Gardener        | Der Totengarten                         |
| 2008 | Laura Lippman        | What the Dead Know        | Was die Toten wissen                    |
| 2009 | Arnaldur Indridason  | The Draining Lake         | Kältezone                               |
| 2010 | John Hart            | The Last Child            | Das letzte Kind                         |
| 2011 | Steve Hamilton       | The Lock Artist           | Der Mann aus dem Safe                   |
| 2012 | Jussi Adler-Olsen    | The Keeper of Lost Causes | Erbarmen                                |
| 2013 | Peter May            | The Black House           | Blackhouse                              |
| 2014 | William Kent Krueger | Ordinary Grace            | Für eine kurze Zeit waren wir glücklich |
| 2015 | Greg Iles            | Natchez Burning           | Natchez Burning                         |
| 2016 | C. J. Box            | Badlands                  |                                         |
| 2017 | Louise Penny         | A Great Reckoning         |                                         |
| 2018 | Karen Dionne         | The Marsh King’s Daughter | Die Moortochter                         |
| 2019 | Lou Berney           | November Road             |                                         |
| 2020 | Jane Harper          | The Lost Man              | Zu Staub                                |
| 2021 | S. A. Cosby          | Blacktop Wasteland        | Blacktop Wasteland                      |